# Братислава (порт)
Порт Братислава (словац. Prístav Bratislava) — словацкий порт на реке Дунай и канале Рейн-Майн-Дунай; состоит из двух частей — грузового и пассажирского порта. Является ключевым элементом экономики Словакии как крупнейших из трёх портов Словакии (помимо Комарно и Штурово). Входит в Балтийско-Адриатический коридор, являющийся частью Транс-европейской транспортной сети, находится рядом с портами Вены и Будапешта.
Государственная управляющая компания — Verejné prístavy, a.s. (Public ports, jsc.) (VP). Порт соединён с автомобильной и железной дорогами, а также трубопроводом Slovnaft. Территория порта контролируется Verejné prístavy, a.s., все объекты принадлежат компании Slovenská Plavba a Prístavy, a.s.. Порт стоит на левом берегу Дуная между отметками 1867,29 км и 1862 км.

## История
В конце XIX века побережье Братиславы (Прессбург) было перестроено: в 1890 году был построен мост Франца-Иосифа (Старый мост), и вскоре началось строительство порта. Зона от современного Словацкого национального музея до моста Аполлона была отведена под порт для приёма до 250 грузовых кораблей. Строительство было обусловлено коммерческим интересом транспортных компаний Дуная, государство финансировало в минимальной степени строительство. В 1897 году началось строительство северной части Зимней пристани с расширением железнодорожной сети, которое велось в старинном промышленном квартале у Товаренской улицы. Южная часть была построена в 1907 году. У Зимней пристани, по замыслу, должны были останавливаться корабли на зиму (там не замерзала никогда вода) без возможности загружать или разгружать товары. В 1919 году после образования Чехословакии порт оказался во владении нового государства, в июне 1922 года была основана Чехословацкая дунайская судоходная компания. К 1930-м годам порт стал одним из лучших европейских речных портов. В 1922 году во владении порта были 5 паровых буксиров и 44 баржи, к 1938 году состав порта насчитывал 167 кораблей. За время ЧССР и вплоть до современной Словакии речной флот вырос до 221 корабля.
В наши дни многочисленные исторические здания, машины и корабли всё ещё находятся в Порту Братиславы, в том числе 7-й, 14-й и 17-й склады, Старый боцманский дом и водокачка, причём 7-й склад, боцманский дом и водокачка являются национальными памятниками культуры. В 2011 году тот же статус получил речной катер-буксир «Штурец», построенный в 1937 году и спущенный на воду при Милане Годже, чехословацком премьер-министре. Первым его капитаном был Юлиус Турзо. В 1944 году «Штур» чудом выжил после американского авианалёта на Братиславу, в ходе которого был разбомблен мост Аполлона, а корабли «Ваянский» и «Мойзес» затонули. Планируется переоборудовать «Штур» в музей, а также расширить прогулочную набережную и перестроить Зимнюю пристань, перенеся всю промышленную активность к Причальному мосту. Против расширения выступает оператор порта Slovenská Plavba a Prístavy, a.s., опасающаяся за судьбу памятников культуры.

## Структура

### Пассажирский порт
Центр пассажирского порта находится в центре Братиславы между Новым и Старым мостами на Файноровой набережной, дом 2. Состоит из небольшого здания и восьми грузовых платформ. Помимо портовых служб, в здании есть также несколько магазинов, ресторан и туристическое агентство. Здание находится между отметками Дуная в 1870 и 1867 км.
Уже несколько лет идут споры о реконструкции порта, которые задерживаются по причине местных активистов, требующих сохранить культурные памятники, защищаемые законом. Высоту здания уже несколько раз снижали с 5 этажей до 3 по требованию инвестора Slovenská plavba a prístavy - lodná osobná doprava, a.s.. По проекту здание необходимо расширить без уменьшения площади зелёных насаждений, но с расширением площади прогулочной набережной. Строительство не началось даже к концу 2016 года.

### Грузовой порт
Грузовой порт состоит из Зимней гавани (построена в 1897 году), Палениско (построен в 1975—1983 годах) и судоремонтных доков.